# Chiococca belizensis
Chiococca belizensis är en måreväxtart som beskrevs av Cyrus Longworth Lundell. Chiococca belizensis ingår i släktet Chiococca och familjen måreväxter. Inga underarter finns listade i Catalogue of Life.